# Byt w sensie dystrybutywnym
Byt w sensie dystrybutywnym – każdy z osobna przedmiot istniejący lub, w zależności od rozumienia pojęcia bytu, nieistniejący ale przynajmniej wyróżnialny, a więc jakakolwiek treść (aspekt istotowy bytu), która istnieje (aspekt egzystencjalny bytu). Synonim przedmiotu, każdy przedmiot.
Takie rozumienie bytu,  zaproponowane przez św. Tomasza z Akwinu, ma według niego stanowić gwarancję realizmu poznawczego wszelkiej filozofii.